# Torymus coeruleus
Torymus coeruleus is een vliesvleugelig insect uit de familie Torymidae. De wetenschappelijke naam is voor het eerst geldig gepubliceerd in 1881 door Ashmead.